# Maurice Clenock
Morys Clynnog (auch: Maurice Clenock, Maurice Clenocke, Maurice Clennock; walisisch Morus Clynog, Morus Clynnog, Morys Clynnog; † 1581 auf See) war ein walisischer römisch-katholischer Priester und exilierter Recusant. Er war der erste Leiter des Englischen Kollegs in Rom. Er wurde um 1525 in Llŷn oder Eifionydd (heute: Gwynedd) geboren und starb 1581 auf See.

## Leben
Clynnog erhielt seine Ausbildung an der University of Oxford, wo er 1548 einen Bachelor of Canon Law erwarb. Während der Regierungszeit von Maria I. wurde er Almosenverwalter und Sekretär von Kardinal Reginald Pole, Präbendar von York, Rektor von Orpington (Kent) und Dekan von Shoreham und Croydon und Kanzler des Prärogativgerichts von Canterbury.
Im Jahr 1556 wurde er zum Rektor von Corwen in der Diözese St Asaph ernannt und nach dem Tod des Bischofs von Bangor im Jahr 1558 für den vakanten Sitz nominiert, jedoch aufgrund des Religionswechsels unter Elisabeth I. nie geweiht. Er verzichtete auf alle seine Privilegien und begleitete Thomas Goldwell, den Bischof von St. Asaph, nach Rom, wo sie im englischen Spital residierten, dessen Kamerar Clenock 1567 wurde. 1578 wurde er zum Direktor (Warden) ernannt. Gleichzeitig befahl Papst Gregor XIII., das Krankenhaus in ein College umzuwandeln, bis England zur katholischen Kirche zurückkehren würde.
Der Warden wurde vom Papst zum ersten Rektor des Collegiums ernannt; aber der Kardinal William Allen hielt ihn für ungeeignet, obwohl er ihn als „einen ehrlichen und freundlichen Mann und einen großen Förderer der Sache der Studenten und Seminare“ („an honest and friendly man and a great advancer of the students' and seminaries' cause“) beschrieb (Brief an Owen Lewis, 12. Mai 1579). Trotz seiner persönlichen guten Eigenschaften erwies er sich nicht als kompetenter Leiter. Ihm wurde vorgeworfen, seine Landsleute auf Kosten der englischen Studenten, deren Zahl dreiunddreißig gegenüber sieben walisischen Studenten betrug, unangemessen zu bevorzugen. Allen schrieb: „Unfug und Mord hätten gerne im ipso collegio begangen werden“ (oben zitierter Brief). Nachdem sich die Studenten erfolglos an den Papst gewandt hatten, verließen sie das Kolleg, und schließlich ernannte der Papst im April 1579 Pater Alfonso Agazzari, SJ zm Rektor, Clenock blieb weiterhin Direktor (Warden) des Spitals.
Er zog sich jedoch 1580 nach Rouen zurück, wo er ein Schiff nach Spanien bestieg, aber er erlitt Anfang 1581 Schiffbruch und ging auf See verloren. In zeitgenössischen Dokumenten wird er häufig als „Dr. Morrice“ bezeichnet.

## Werk
Er war ein Freund und Mitarbeiter des walisischen katholischen Priesters und Gelehrten Gruffydd Robert und verbrachte einige Zeit im Exil mit ihm in Mailand, wo er das Athrawaeth Gristnogawl herausgab, einen walisischen Katechismus.